# Sistema monetari internacional
El sistema monetari internacional és el conjunt d‟institucions, normes i acords que regulen l'activitat comercial i financera de caràcter internacional entre els països.
El Sistema Monetari Internacional regula els pagaments i cobraments derivats de les transaccions econòmiques internacionals. El seu objectiu principal és generar la liquiditat monetària (mitjançant reserva d'or, matèries primeres, actius financers d'algun país, actius financers supranacionals, etc.) perquè els negocis internacionals i, per tant, les contrapartides de pagaments i cobraments en diferents monedes nacionals o divises, es desenvolupin en forma fluida.

## Estructura
Les quatre principals funcions del sistema monetari internacional són:
- Ajust (corregir els desequilibris reals mesurats per les balances de pagaments que afecten les relacions entre les divises)
- Liquidesa (decidir els productes de reserva, maneres de crear-los i possibilitat de cobrir amb ells els desequilibris en una balança de pagaments)
- Gestió (repartir i atendre competències, més o menys centralitzades en organitzacions com ara el Fons Monetari Internacional i els bancs centrals de cada país)
- Generar amb les tres confiança anteriors en l'estabilitat del sistema.

Les funcions derivades o secundàries de tot sistema són:
- Assigneu el senyoratge de les divises (els guanys per l'emissió de diners o diferències entre el cost d'emissió i el valor dels diners)
- Acordar els règims de tipus de canvi.

Aquesta última funció (els mecanismes a través dels quals s’estableixen els tipus de canvi) és el factor més debatut i variable; concretament, en les darreres dècades s’ha discutit sobre tres models: un sistema de tipus de canvi flexibles, en què els preus de cada divisa són determinats per les forces del mercat, un sistema de tipus de canvi fixos i un altre sistema mixt de tipus de canvi ‘dirigits’, en què el valor d'algunes monedes varia lliurement, el valor d'altres és el resultat de la intervenció de l'Estat i del mercat i el d'altres és fix respecte a una moneda o un conjunt de monedes.

## Principis
Un Sistema Monetari Internacional comença a existir quan es passa de relacions econòmiques bilaterals a una estructura que, a més de reunir el caràcter internacional, és susceptible d'acords o imposicions més o menys multilaterals. Per això tots els imperis han tingut un Sistema Monetari Internacional emergent, i fins i tot que alguns emperadors antics concebessin com a resultat la idea d'una moneda única i fins i tot mundial. Carlemany, quan va introduir el sistema monetari (lliura, sou i diners) al seu Imperi (cap a l'any 800 DC) albergava la possibilitat d'anar estenent-lo a altres països, el mateix li havia succeït a l'Emperador Dioclecià, al segle iii, el model del qual va inspirar el carolingi. Però les úniques divises que s’han aproximat a aquest objectiu abans de l'actual dòlar nord-americà han estat el real de vuit de plata espanyol i la lliura esterlina durant el temps del patró or, des de mitjan segle XIX fins al 1931, any en què Londres va abandonar definitivament el sistema moneda mundial.
Per tant, i al marge d'alguns antecedents més teòrics que pràctics com els comentats durant l'imperi romà, el carolingi o l'espanyol (n'hi ha prou de recordar que al seu moment de màxim apogeu l'economia i les exportacions espanyoles no van arribar a representar durant el seu imperi ni ni tan sols el 2% a què s'aproximen actualment), la necessitat d'un Sistema Monetari Internacional només es va fer realment evident quan es van començar a donar dues condicions: un elevat grau d'internacionalització de l'economia i l'aparició del paper moneda com a mitjà de pagament. Ambdues es manifesten ja amb claredat cap al 1870, moment en què es comença a rebutjar com a mitjà de pagament l'ús dels béns ia generalitzar la utilització del paper moneda. És llavors quan s'estén la idea que és indispensable comptar amb unes regles de valoració de les diferents monedes, i fins i tot quan comencen a independitzar-se les decisions governamentals que en segles passats configuraven els sistemes monetaris nacionals i el funcionament d'un sistema monetari realment internacional.

## Necessitat d'un sistema monetari internacional
La necessitat d'un Sistema Monetari Internacional es deriva que les transaccions internacionals es realitzen amb diferents monedes nacionals, lligades a la realitat econòmica de cada país i a la confiança que això genera en els altres, les mesures del qual són els tipus de canvi de cada moneda. Les operacions entre les monedes que s’utilitzen com a contrapartida d'aquestes transaccions reals o financeres es realitzen al mercat de canvis. Els diferents tipus depenen de l'oferta i de la demanda de cada moneda, regulades per les intervencions dels bancs centrals que controlen les fluctuacions de cada divisa. La demanda de cada moneda depèn dels estrangers que volen fer-la servir per comprar o invertir en l'economia on s’utilitzi, mentre que l'oferta procedeix dels agents nacionals que volen operar a l'exterior. Un descens del preu de mercat duna moneda és una depreciació; un augment una apreciació, encara que en un règim de canvis fixos, una baixada s’anomena devaluació, mentre la pujada s’anomena revaluació.

## Història del Sistema Monetari
Des del 1870 fins a l'actualitat, s’han emprat diversos esquemes organitzatius del Sistema Monetari Internacional a partir de les sis funcions definides al segon paràgraf d'aquest article. Els tipus de Sistema Monetari Internacional resultant han estat bàsicament tres, havent-se recuperat elements dels tres per a un segon període: el patró or entre 1880 i 1914 i entre 1925 i 1931 ; el règim de flotació dirigida entre 1918 i 1925, i novament des de 1973 fins a l'actualitat; i el sistema de Bretton Woods, articulat institucionalment al voltant de l'FMI i operatiu des de 1946 fins a 1973, encara que les seves principals institucions i algunes de les seves normes subsisteixen actualment. Els trets diferenciadors principals de cada model rauen en la major o menor flexibilitat dels tipus de canvi resultants, així com en el mecanisme d'ajust associat a cadascun i en el funcionament de les institucions de decisió i supervisió.
El patró or
Durant els anys del patró or (1870-1914 i 1925-1931), la clau del Sistema Monetari Internacional rau en l'ús de les monedes d'or com a mitjà de canvi, unitat de compte i dipòsit de valor. Els bancs centrals nacionals emetien moneda en funció de les seves reserves d'or, a un tipus de canvi fix, ja que expressaven la seva moneda en una quantitat fixa d'or, encara que poguessin establir canvis amb la plata o algun altre metall. Això originava el desequilibri inicial entre països que tenien or i els que no en tenien; encara que amb el temps el sistema va tendir a ajustar-se. La quantitat de diners en circulació estava limitada per la quantitat d'or existent. Al principi, el sistema funcionava: la massa monetària era suficient per pagar les transaccions internacionals, però a mesura que el comerç i les economies nacionals es van anar desenvolupant, es va tornar insuficient per fer front als cobraments i pagaments.
Si les exportacions d'un país eren superiors a les seves importacions, rebia or (o divises convertibles en or) com a pagament, i les seves reserves augmentaven provocant alhora l'expansió de la base monetària. L'augment de la quantitat de diners en circulació corregia automàticament el desequilibri fent créixer la demanda de productes importats i provocant inflació, cosa que encaria els productes nacionals reduint les seves exportacions. Si el comerç exterior del país era deficitari, la disminució de les reserves d'or provocava contracció de la massa monetària, reduint la demanda interior de béns importats i abaratint els productes nacionals a l'exterior. Però el sistema també tenia seriosos inconvenients. El país el dèficit exterior del qual provocava contracció de la massa monetària patia una forta reducció de la seva activitat econòmica, generalitzant-se l'desocupació.
Els països amb superàvit podien mantenir la seva situació privilegiada “esterilitzant l'or”, impedint que l'augment en les reserves causés inflació. Per això els principals països van abandonar el patró or durant la Primera Guerra Mundial, per finançar les seves despeses militars imprimint diners. A conseqüència de la guerra, la força de treball i la capacitat productiva es van reduir, cosa que va fer pujar els preus.
El recurs generalitzat a la despesa pública per finançar la reconstrucció va provocar processos inflacionistes, agreujats per augments de l'oferta monetària. La tornada al patró or després de la guerra va empitjorar la situació de recessió mundial, encara que en el període d'entreguerres, per l'aparició relativa de la potència nord-americana, després de 1922 es va atorgar al costat de l'or un paper important tant a la lliura com al dòlar, consagrades com a instruments de reserva internacional, si bé les devaluacions de totes dues i el retorn al proteccionisme van impedir que el patró resistís. Els resultats van ser inestabilitat financera, desocupació i desintegració econòmica internacional. Ja el 1931, només va quedar el dòlar com a moneda convertible en or entre els Bancs centrals.

### El sistema de Bretton Woods

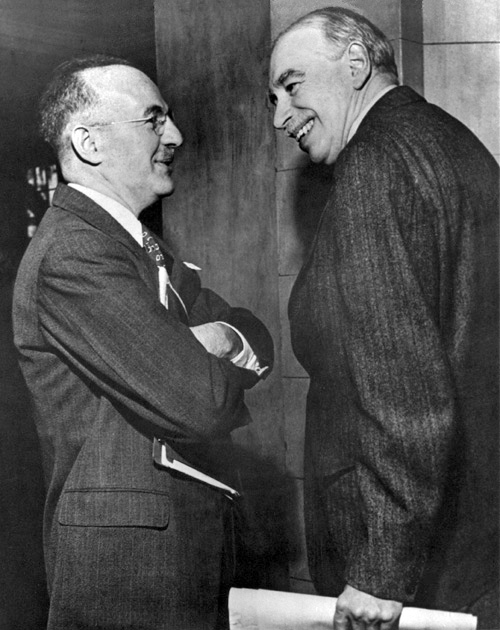
Harry Dexter White i John Maynard Keynes a la sessió inaugural de la Junta de governadors del Fons Monetari Internacional a Savannah, Geòrgia, Estats Units, al març de 1946.

El 1944, en crear-se a Bretton Woods el Fons Monetari Internacional, es va establir un patró de canvis dòlar or, que va funcionar fins a 1972 com gairebé veritable moneda universal. Així ho va preveure de fet Mr. White, el delegat nord-americà a Bretton Woods, quan John Maynard Keynes, com a delegat britànic, va preconitzar la idea d'un Banc Mundial d'emissió (que hauria estat el mateix Fons Monetari Internacional), i una moneda igualment universal, a la qual fins i tot va posar com a nom: Bancor. La resposta de Mr. White va ser dràstica: “ Per què crear una nova moneda mundial si ja tenim el dòlar; i per què un Banc Mundial si vet aquí el Sistema de la Reserva Federal?". Però s'hi van crear l'FMI i el Banc Mundial, el primer per coordinar i controlar el Sistema Monetari Internacional, i el segon per facilitar finançament per al desenvolupament. Els seus objectius eren dissenyar un Sistema Monetari Internacional que pogués promoure la plena ocupació i l'estabilitat de preus dels països (equilibri interior i exterior) sense perjudicar el comerç exterior. Va sorgir així un sistema de tipus de canvi fixos però ajustables, amb el dòlar com a eix central i amb la referència de l'or, de manera que els països quedaven obligats a mantenir el tipus de canvi, encara que la paritat es podia modificar fins a un 10% sense que l'FMI demanés explicacions o posés objeccions. Els Estats Units, que fixaven el preu de l'or en dòlars, es comprometien a comprar i vendre l'or que se li oferís o demanés a aquest preu. Les altres monedes fixaven els tipus de canvi respecte al dòlar.
Els bancs centrals nacionals que es van adherir als 44 inicials es comprometien a intervenir als mercats de divises per mantenir el tipus de canvi de la seva moneda. Si les importacions de mercaderies del seu país eren superiors a les exportacions, aquesta economia necessitava més divises que la quantitat de moneda nacional necessitada pels estrangers. Això pressionava cap a la depreciació de la respectiva divisa, i el banc central havia d'intervenir per evitar la fluctuació en els tipus de canvi, comprant divises de les reserves a canvi de la moneda. La solució només era vàlida a curt termini, perquè les reserves de divises eren limitades. Si les causes del dèficit per compte corrent estaven a llarg termini, el país havia de devaluar. Quan els dubtes sobre l'estabilitat d'una moneda generaven expectatives de devaluació (o revaluació), la demanda (o l'oferta) d'aquesta moneda als mercats de divises pressionava amb tanta força que obligava el reajustament. I en confirmar-se les expectatives, els especuladors obtenien beneficis, per la qual cosa el sistema incentivava l'especulació. Però el problema més greu va ser que l'expansió del comerç internacional requeria una gran liquiditat que no podia continuar depenent dels Estats Units.

### La fi del règim de canvis fixos
En efecte, com que el dòlar era el major instrument de la liquiditat internacional, ja des dels anys cinquanta i en el transcurs de la dècada dels seixanta van aparèixer els problemes de liquiditat que van fer necessari crear com a nou instrument de reserva a partir de 1969: els Drets especials de gir emesos per l'FMI. Però el problema va ser que no tots els països tenien els mateixos drets i obligacions, cosa que sumada als propis problemes nord-americans (malaurades collites, efectes inflacionistes de la guerra del Vietnam, necessitat de devaluar el dòlar, etc.) va portar als EE. UU. a suspendre el 1971 la convertibilitat del dòlar en or, originant ajustaments canviaris que van provocar la ruptura d'un dels principals pilars del Sistema Monetari Internacional sorgit a Bretton Woods, com a conseqüència de la falta de liquiditat i de confiança, així com de la necessitat d'un ajustament canviari. Durant un parell d'anys més el Sistema Monetari Internacional va seguir tenint formalment el dòlar com a patró, fins que el 1973 es va acordar permetre la lliure flotació de les monedes als mercats de divises. La situació no ha canviat des de llavors.
El que va passar en les més de tres dècades posteriors confirma que era inevitable la pèrdua de referència de l'or i del dòlar, ja que els EUA han incorregut en dèficit persistents per compte corrent, fins al punt d'esdevenir més deutor mundial que la suma de tots els altres països en vies de desenvolupament i amb problemes de balança de pagaments que els han portat a incrementar també considerablement el deute, cosa que ha causat des de principis dels anys vuitanta diaris episodis de suspensions de pagaments i consegüents renegociacions i impagaments del deute. Però el sistema ha sobreviscut gràcies a les successives reformes de l'FMI i, sobretot, que els EE. EUA ha trobat sempre crèdit per mantenir la seva hegemonia econòmica, tecnològica, cultural, militar i fins i tot política, primer amb els superàvit europeus (sobretot alemanys), després amb els del Japó, i des dels anys noranta en què les dues economies han travessat també problemes amb altres països asiàtics, tasca finançadora a la qual els últims anys s'han sumat la Xina (les reserves de la qual ronden els 800.000 milions de dòlars) i fins i tot recentment l'Índia (les reserves de la qual porten camí dels 200.000 milions de dòlars). És perquè l'euro, el ien, el iuan (la revaluació del qual reclamen des de fa anys sense èxit els EE. UU.), i ara la rupia índia, han erosionat l'hegemonia del dòlar.

### El règim de flotació
Mentrestant, i instal·lat el món des dels anys setanta en un patró fiduciari, les reformes instrumentades al Sistema Monetari Internacional des de l'FMI no acabarien en la dels DEG del 1969 per mantenir tipus fixos. El 1975 va haver-hi acords per a l'augment de les quotes de l'FMI un 32,5%, abolició del preu de l'or i reajustament de les reserves d'or i el 1978 es van haver de passar de tipus de canvi fixos a flexibles o múltiples, a fi de desmonetitzar l'or, que desapareix com a actiu de reserva, mentre que el 1992 l'FMI es dota del poder de suspendre els DEG als països que no compleixen les obligacions. Per això l'FMI, sorgit amb els objectius centrals de regular el funcionament del Sistema Monetari Internacional i ajudar els països pobres amb problemes en balança de pagaments, s'ha hagut de reajustar en funció dels problemes de cada etapa, per encaixar els desafiaments del esfondrament del sistema de paritats de Bretton Woods, les crisis del petroli als setanta, la crisi del deute dels anys vuitanta i les pertorbacions dels mercats asiàtics emergents a la dècada de 1990, el col·lapse de les economies estatistes d'Europa oriental i ara els problemes dels països pobres molt endeutats (FMI, Llibre 45 d'Organització i operacions financeres de l'FMI, Fons Monetari Internacional, 2001).
Avui el formen 184 països amb quotes per valor de 312.000 milions de dòlars i préstecs pendents de reemborsament per 71.000 milions a favor de 82 països, dels quals 59 reben préstecs en condicions concessionàries. Malgrat que algunes veus demanen la seva desaparició, segueixen sent necessàries funcions que se li van atribuir en néixer com fomentar la cooperació monetària internacional, facilitar l'expansió i el creixement equilibrat del comerç internacional, fomentar l'estabilitat canviària, coadjuvar a establir un sistema multilateral de pagaments i posar a disposició dels països membres amb dificultats de balança de pagaments els recursos de la institució. L'antepenúltim president, l'espanyol Rodrigo Rato, ha proposat algunes reformes per donar una nova orientació a l'assessorament que als seus membres, nous rumbs en les tasques de supervisió per corregir desequilibris, la millora de la seva funció en les economies emergents, més eficaç participació als països de baix ingrés i l'actualització del mateix Govern de l'FMI, sense oblidar l'enfortiment de les capacitats.

### El Sistema Monetari Internacional avui i en el futur
Els dubtes sobre si això serà suficient persisteixen, mentre el valor dels intercanvis diaris de divises i d'actius financers augmenta molt més que el del comerç mundial i el PIB de l'OCDE. Les transaccions en bons de l'Estat i els crèdits bancaris internacionals també augmenten. En conclusió, sense una moneda universal o moneda internacional que aporti solucions duradores a l'actual economia de casino, en qualsevol moment pot sorgir una enorme crisi financera que afecti el creixement mundial molt més del que ho va fer en etapes passades. Ja el 1987, The Economist va plantejar que, feia l'any 2017, hi hauria d'haver una moneda mundial, per exemple el Fènix (au mitològica que sempre reneix de les seves cendres), passant per un període de zones meta, amb tipus de canvi en una banda estreta per estabilitzar els canvis entre les cinc divises que podran disputar-se l'hegemonia del Sistema Monetari Internacional: dòlar, euro, ien, iuan, i rupia.